# Park Rapids
Park Rapids és una població dels Estats Units a l'estat de Minnesota. Segons el cens del 2000 tenia 3.276 habitants.

## Demografia
Segons el cens del 2000, Park Rapids tenia 3.276 habitants, 1.476 habitatges, i 788 famílies. La densitat de població era de 211,5 habitants per km².
Dels 1.476 habitatges en un 25,3% hi vivien nens de menys de 18 anys, en un 39,2% hi vivien parelles casades, en un 10,8% dones solteres, i en un 46,6% no eren unitats familiars. En el 41,8% dels habitatges hi vivien persones soles el 23,3% de les quals corresponia a persones de 65 anys o més que vivien soles. El nombre mitjà de persones vivint en cada habitatge era de 2,11 i el nombre mitjà de persones que vivien en cada família era de 2,88.
Per edats la població es repartia de la següent manera: un 23,5% tenia menys de 18 anys, un 7,8% entre 18 i 24, un 21,9% entre 25 i 44, un 18,8% de 45 a 60 i un 28,1% 65 anys o més.
L'edat mediana era de 42 anys. Per cada 100 dones de 18 o més anys hi havia 77,3 homes.
La renda mediana per habitatge era de 23.628 $ i la renda mediana per família de 33.958 $. Els homes tenien una renda mediana de 28.718 $ mentre que les dones 21.827 $. La renda per capita de la població era de 16.416 $. Entorn de l'11,6% de les famílies i el 12,2% de la població estaven per davall del llindar de pobresa.

## Poblacions més properes
El següent diagrama mostra les poblacions més properes.